# Славянка (приток Невы)
Славя́нка — река равнинного типа в Гатчинском районе Ленинградской области и Санкт-Петербурге, в России.

## Географические сведения
Длина 39 км (по данным РГИС — 32,938 км). Площадь водосборного бассейна — 249 км².
Славянка протекает по Прибалтийской возвышенности и берёт начало из ряда канав в заболоченной низине в 9 км юго-западнее города Павловска. В верховьях выше Павловска долина узкая извилистая, с шириной русла 3—4 м, течение быстрое. Далее долина расширяется, русло достигает ширины 12—15 м, течение замедляется. В Павловске Славянка обводняет пруды дворцово-паркового комплекса. Используется для водоснабжения и рекреации. В районе Петро-Славянки в Славянку вливается приток Кузьминка. Она впадает в Неву у района Рыбацкое.
На всём протяжении принимает ряд притоков (в порядке расположения от устья):
- река Кузьминка (слева), 5,4 км от устья
- ручей Тярлевский (слева), у которого есть приток Вангази
- река Тызва (слева), 18 км от устья.
- река Поповка (слева), 19 км от устья

## Фауна
Некогда в Славянке водилась колюшка трехиглая, окунь и щука. Изредка шла на нерест форель из Невы.

## История
Упомянута ещё в 1500 году в Писцовой книге Водской пятины под названием «Словѣнка» (Словенка). Тогда на её берегах располагались села Вышегорского погоста: Ванновочи, Витовкино, Городок, Зубакино, Курилово, Лукала, Рошкино.
В годы шведского владычества гидроним Славянка (швед. Slavanka) сохранился. Именем Славянки был назван один из крупнейших приходов Церкви Ингрии: Венйоки (т.е. русская река). В XVII веке здесь был учрежден погост, который включал в себя Мозино, Пудомяги, Пулково и Сарскую мызу.
В 1790-х годах в Павловске на реке Славянке, ниже впадения в неё реки Тызьвы, была образована запруда — Мариентальский пруд.
В 2010 году по реке Славянке получил название микрорайон Славянка в составе Пушкинского района Санкт-Петербурга.

### Экология

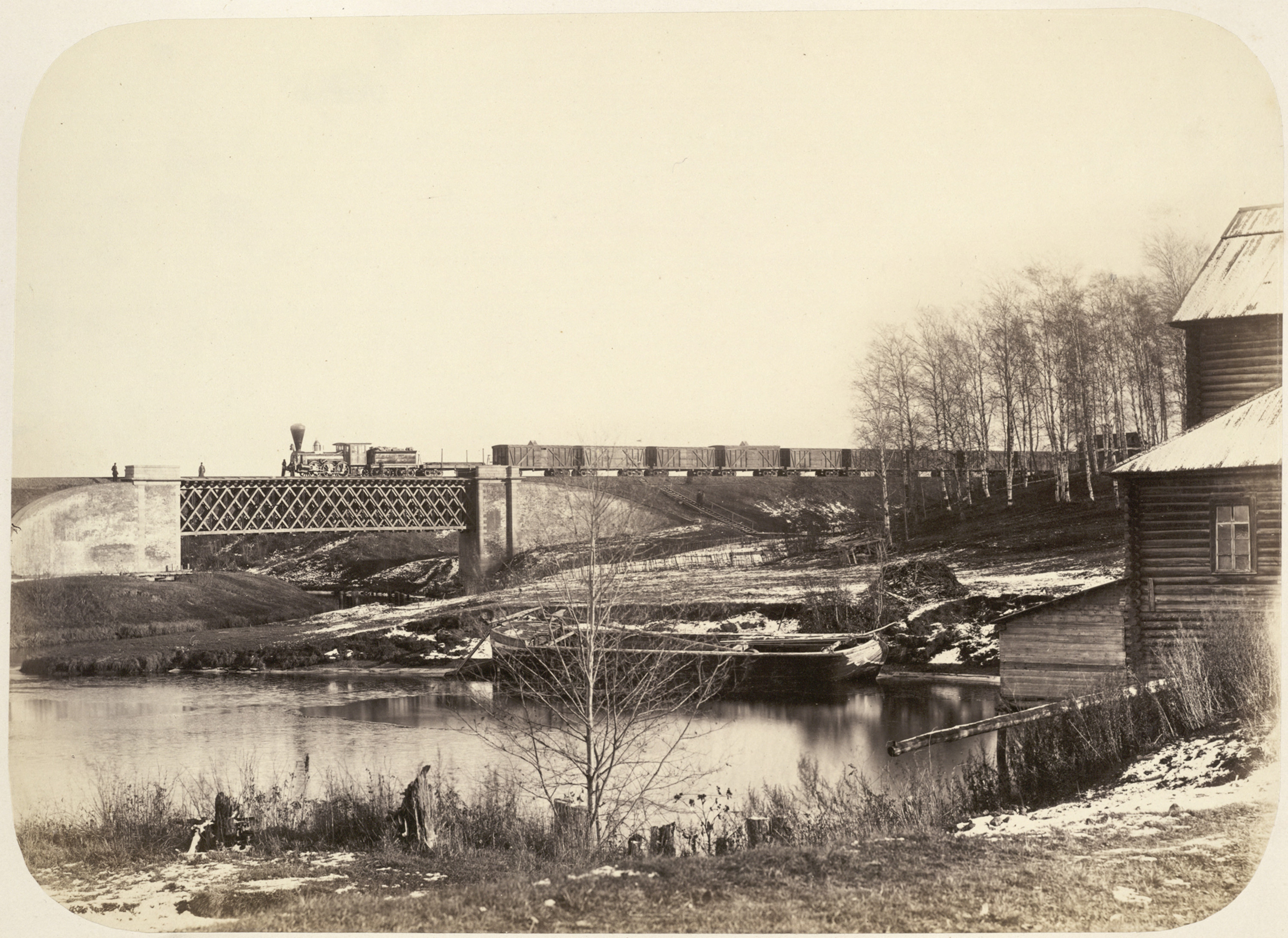
Мост Николаевской железной дороги через Славянку. 1860-е годы

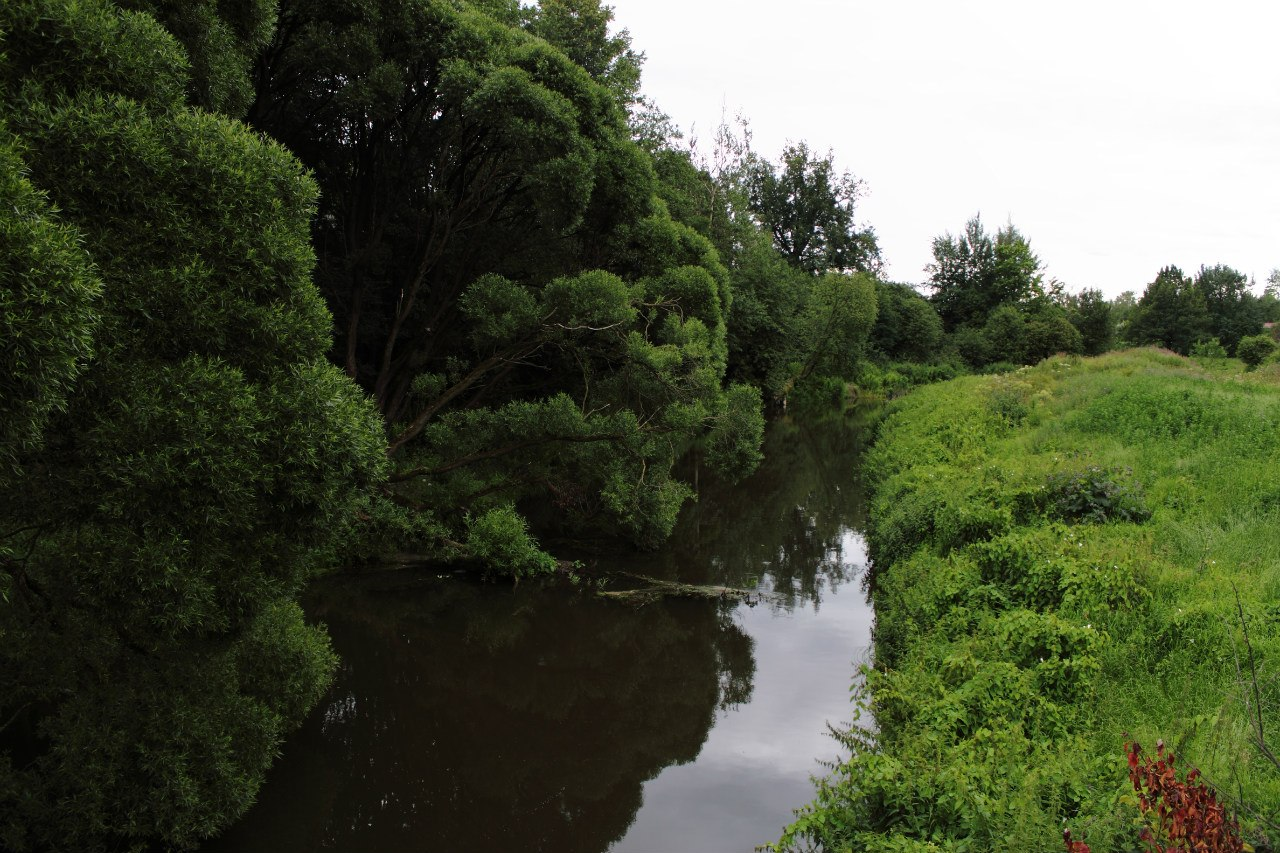
Славянка в районе Петро-Славянки

Росгидромет РФ в 2006 году классифицирует класс загрязнения реки — 4А (грязная) с тенденцией к ухудшению. Основные показатели, по которым наблюдается превышение ПДК — нитритный азот, БПК5(О2), медь, марганец. Летом 2010 г. в воды Славянки были сброшены ядовитые отходы неизвестным предприятием. В районе Коммунара река протекает через кладбище.

## Достопримечательности
- В пределах Санкт-Петербурга переброшены мосты:
  - Славянский мост (в створе Шлиссельбургского проспекта)
  - Рыбацкий мост (в створе Рыбацкого проспекта)
- Павловск (музей-заповедник)

На территории Павловского парка (от Большого Каменного моста до Нововесинского моста) река Славянка охраняется государством как составная часть объекта культурного наследия федерального значения «Павловский дворцово-парковый ансамбль»
 Объект культурного наследия народов РФ федерального значения. Рег. № 781720399040976 (ЕГРОКН). Объект № 7810339103 (БД Викигида)

## Славянка в искусстве
- Элегия Славянке (В. А. Жуковский)

## Данные водного реестра
По данным государственного водного реестра России относится к Балтийскому бассейновому округу, водохозяйственный участок реки — Нева, речной подбассейн реки — Нева и реки бассейна Ладожского озера (без подбассейна Свирь и Волхов, российская часть бассейнов). Относится к речному бассейну реки Нева (включая бассейны рек Онежского и Ладожского озера).
Код объекта в государственном водном реестре — 01040300312102000008975.